# العلاقات الأرجنتينية السلوفاكية
العلاقات الأرجنتينية السلوفاكية هي العلاقات الثنائية التي تجمع بين الأرجنتين وسلوفاكيا.

## مقارنة بين البلدين
هذه مقارنة عامة ومرجعية للدولتين:
| وجه المقارنة                                              | الأرجنتين                                               | سلوفاكيا                                                       |
| --------------------------------------------------------- | ------------------------------------------------------- | -------------------------------------------------------------- |
| المساحة (كم2)                                             | 2.78 مليون                                              | 49.03 ألف                                                      |
| عدد السكان (نسمة)                                         | 44.27 مليون                                             | 5.44 مليون                                                     |
| الكثافة السكانية (ن./كم²)                                 | 15.92                                                   | 110.95                                                         |
| العاصمة                                                   | بوينس آيرس                                              | براتيسلافا                                                     |
| اللغة الرسمية                                             | اللغة الإسبانية                                         | اللغة السلوفاكية                                               |
| العملة                                                    | البيزو الأرجنتيني 1983 ‏، بيزو أرجنتيني، أسترال أرجنتيني | كرونة سلوفاكية، يورو                                           |
| الناتج المحلي الإجمالي (بليون دولار)                      | 637.59 مليار                                            | 95.77 مليار                                                    |
| الناتج المحلي الإجمالي (تعادل القوة الشرائية) بليون دولار | 883.02 مليار                                            | 162.34 مليار                                                   |
| الناتج المحلي الإجمالي الاسمي للفرد دولار أمريكي          | 13.43 ألف                                               | 16.09 ألف                                                      |
| الناتج المحلي الإجمالي للفرد دولار أمريكي                 |                                                         | 30.46 ألف                                                      |
| مؤشر التنمية البشرية                                      | 0.827                                                   | 0.844                                                          |
| رمز المكالمات الدولي                                      | +54                                                     | +421                                                           |
| رمز الإنترنت                                              | .ar                                                     | .sk                                                            |
| المنطقة الزمنية                                           | 00                                                      | توقيت وسط أوروبا، ت ع م+01:00، ت ع م+02:00، أوروبا/براتيسلافا ‏ |

## منظمات دولية مشتركة
يشترك البلدان في عضوية مجموعة من المنظمات الدولية، منها:
| علم المنظمة | اسم المنظمة                               | تاريخ انضمام الأرجنتين | تاريخ انضمام سلوفاكيا |
| ----------- | ----------------------------------------- | ---------------------- | --------------------- |
|             | مؤسسة التنمية الدولية                     | 3 أغسطس 1962           | 1993                  |
|             | يونسكو                                    | 15 سبتمبر 1948         | 9 فبراير 1993         |
|             | مؤسسة التمويل الدولية                     | 13 أكتوبر 1959         | 1993                  |
|             | منظمة حظر الأسلحة الكيميائية              | ?                      | ?                     |
|             | الأمم المتحدة                             | 24 أكتوبر 1945         | 19 يناير 1993         |
|             | الاتحاد الدولي للاتصالات                  | 1889                   | 23 فبراير 1993        |
|             | منظمة الشرطة الجنائية الدولية             | ?                      | ?                     |
|             | البنك الدولي للإنشاء والتعمير             | 20 سبتمبر 1956         | 1993                  |
|             | الاتحاد البريدي العالمي                   | ?                      | ?                     |
|             | مجموعة أستراليا                           | 1993                   | 1994                  |
|             | المركز الدولي لتسوية المنازعات الاستشارية | 18 نوفمبر 1994         | 26 يونيو 1994         |
|             | وكالة ضمان الاستثمار متعدد الأطراف        | 11 فبراير 1992         | 1993                  |
|             | منظمة التجارة العالمية                    | ?                      | ?                     |
|             | الفريق المعني برصد الأرض                  | ?                      | ?                     |
|             | مجموعة الموردين النوويين                  | ?                      | ?                     |

## وصلات خارجية
- موقع وزارة الخارجية الأرجنتينية
- موقع وزارة الخارجية السلوفاكية